# Évacuations des enfants en Allemagne pendant la Seconde Guerre mondiale

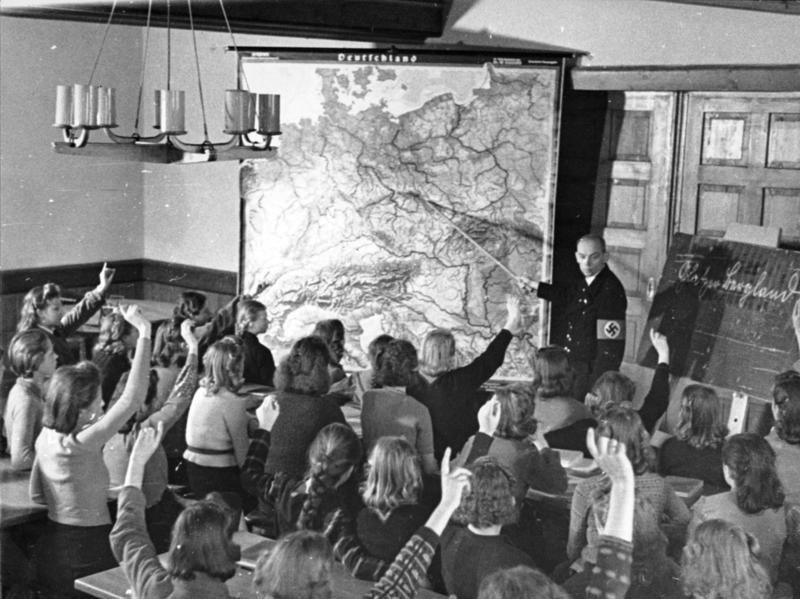
Enfants KLV de Berlin à Glatz au cours d'une leçon de géographie, octobre 1940

Les évacuations des enfants en Allemagne pendant la Seconde Guerre mondiale sont conçues pour sauver les enfants de l'Allemagne nazie des dangers associés aux bombardements aériens des villes (en) en les déplaçant vers des zones supposées moins exposées. Le terme allemand utilisé pour désigner cette opération est Kinderlandverschickung (KLV), abréviation de Verschickung der Kinder auf das Land (« Éloignement des enfants à la campagne »).

## Contexte
Le terme Kinderlandverschickung (KLV) est employé depuis la fin du XIXe siècle pour Erholungsverschickung (« déportation de loisir ») des enfants malades et défavorisés pour bénéficier de soins à la campagne. À partir de 1916, le Reichszentrale Landaufenthalt für Stadtkinder (« Bureau central du Reich pour le séjour à la campagne des enfants des villes ») coordonne des vacances à la campagne pour les enfants citadins, habituellement de l'ordre de dix à quatorze ans, pour une durée allant jusqu'à trois semaines. Près de 488.000 enfants sont envoyés en 1923 et 650.000 en 1934. Au mois de mai 1933, la 
responsabilité de ce programme est transférée au Secours populaire national-socialiste (NSV).

## Évacuation des raids aériens

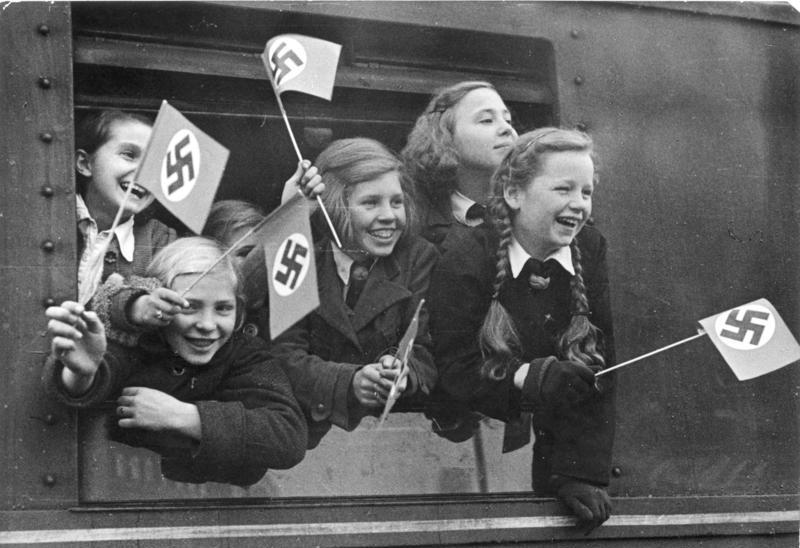
Enfants KLV prenant « congé spécial » de Berlin.

Lors du déclenchement de la Seconde Guerre mondiale, il n'y a pas de d'évacuation de civils à grande échelle en Allemagne comme cela a été le cas au Royaume-Uni. À partir du début de l'année 1940, le KLV est étendu aux enfants de moins de 10 ans mais la participation est volontaire. Adolf Hitler intervient personnellement à la suite du bombardement de Berlin le 24 septembre 1940 par la Royal Air Force et ordonne l'évacuation des enfants des zones susceptibles d’être bombardées. Le 27 septembre de cette année, Martin Bormann écrit dans une note confidentielle :

« Sur ordre du Führer, les enfants des zones de raids aériens nocturnes répétés ont, à Hambourg et Berlin, en particulier, sur libre décision d'un tuteur été envoyés à vers d'autres régions du Reich... le NSV prend en charge la déportation de plus d'enfants d'âge scolaire et les enfants des quatre premières années d'école, les HJ s'occupent du logement. L'opération d'hébergement commence le jeudi 3 octobre 1940. »

Le NSV organise le déplacement des mères avec des enfants jusqu'à 3 ans (âge plus tard porté à 6 ans), avec ou sans frères et sœurs plus âgés, et certaines femmes enceintes dans des familles d'accueil dans des zones plus sûres. On estime que 202.000 mères avec 347.000 enfants ont été déplacées par trains spéciaux jusqu'au milieu de l'année 1942.
Le NSV organise également la relocalisation de jeunes enfants âgés de 3 à 10 dans des familles d'accueil et les modalités de transport pour les enfants de tous les âges afin qu'ils restent chez des parents dans des zones plus sûres. La relocalisation des enfants âgés entre 10 et 14 est de la responsabilité des Jeunesses hitlériennes. Le Reichsdienststelle KLV (Reich Bureau KLV) assure la coordination globale.
Le terme Evakuierung (« évacuation ») est évité et les mots Unterbringungsaktion (« action de logement ») et Erweiterter (« étendu ») KLV sont utilisés à la place. Cependant, la SS rapporte que le public emploie des expressions telles que 
« évacuation des villes menacées » et « évacuation forcée déguisée ».
Le KLV est étendu à Essen, Cologne et Düsseldorf et des zones de Schleswig-Holstein, Basse-Saxe et Westphalie. Au début de l'année 1941, 382.616 enfants et jeunes gens, dont 180.000 de Berlin et Hamburg, sont envoyés vers des zones plus sûres en Bavière, Saxe et Prusse au moyen de 1.631 trains spéciaux et 58 navires. Près de la moitié sont envoyés en familles d'accueil et l'autre moitié dans 2.000 camps KLV. Les relocalisations atteignent un sommet en juillet 1941 avec 171.079 déplacés ce mois-ci. En avril 1942, environ 850.000 jeunes ont été évacués.
À partir de 1941, la liste des zones plus sûres est élargie pour inclure des parties de l'Autriche, de Poméranie, de Silésie, des Sudètes et de Reichsgau Wartheland. Certains enfants de « bonne attitude et capacité » sont envoyés en Hongrie, Tchécoslovaquie et Danemark afin de « défendre la réputation allemande à l'étranger ».
Le commandement allemand s'attend à une victoire rapide et les enfants ne devraient pas être absents pendant plus de quelques semaines. Les enfants commencent à retourner chez leurs parents après six mois. À la mi-1941, les parents sont priés de noter que les enfants vont être absents pendant six à neuf mois et que le rapatriement précoce est interdit. Cette décision est appliquée à moins que les parents ne s'y opposent expressément.
Le nombre total des évacuations est inconnu car les documents de la Reichsdienststelle KLV ont été détruits à la fin de la guerre, mais Otto Würschinger, un haut fonctionnaire des jeunesses hitlériennes, écrit qu'en 1943, l'opération totale comprend environ 3 millions d'enfants et de jeunes, dont 1 million dans les camps KLV,. Les estimations d'après-guerre citent fréquemment le chiffre de 2,8 millions éloignements au total, bien qu'une estimation avance le chiffre de 5 millions.

## Galerie

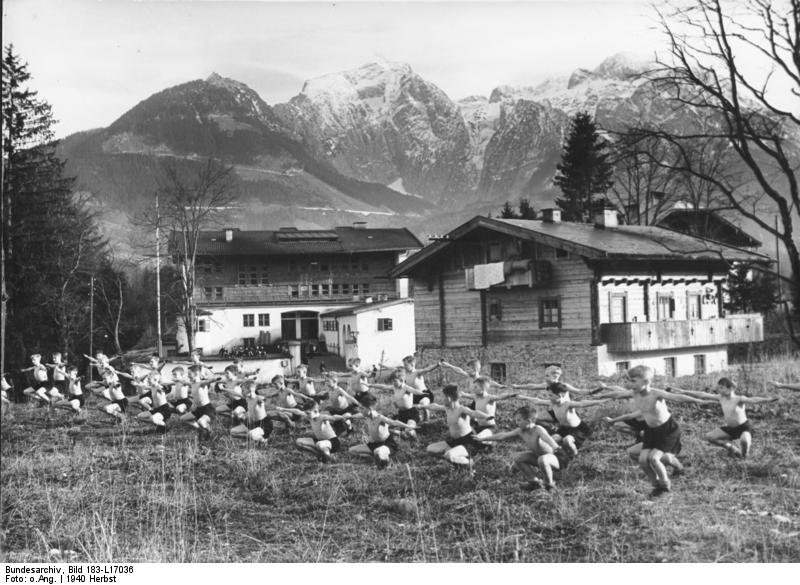
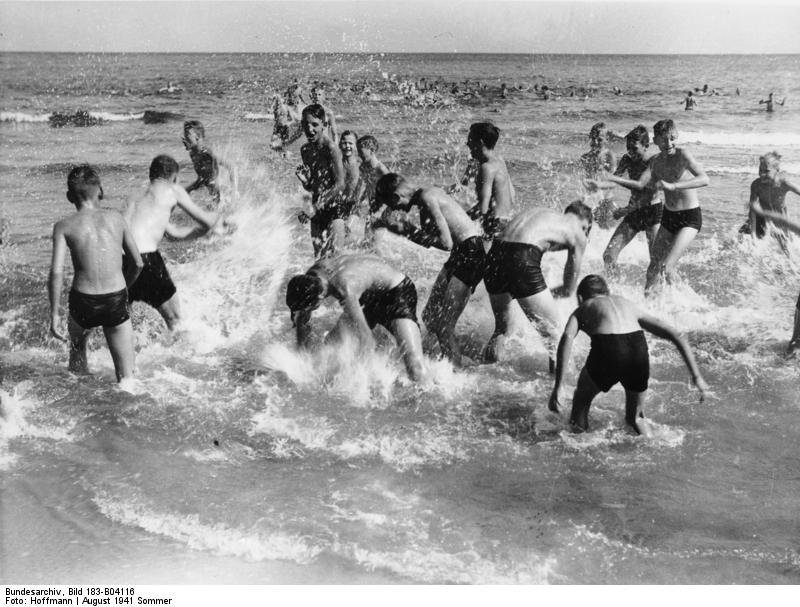
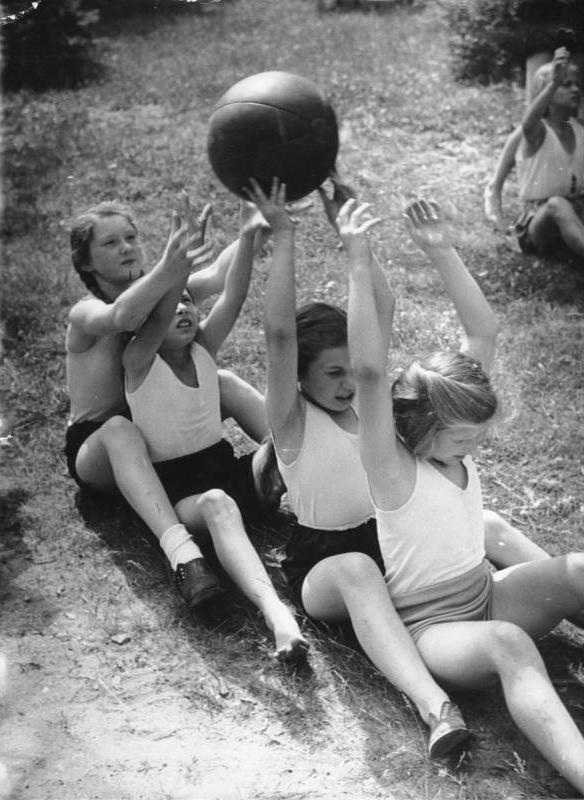

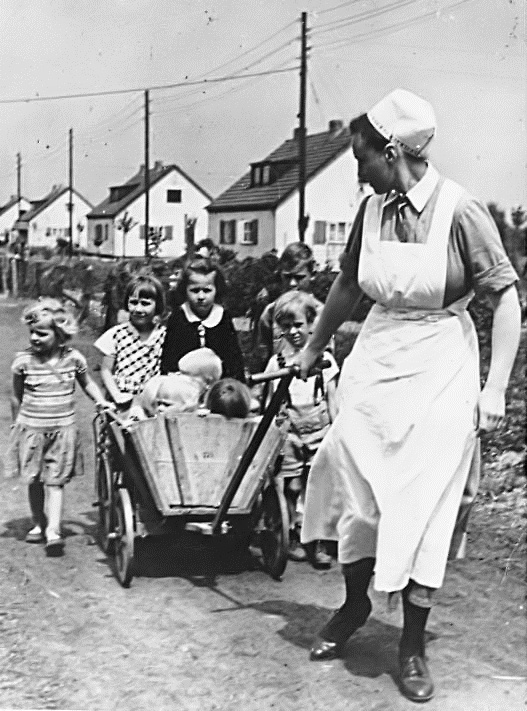
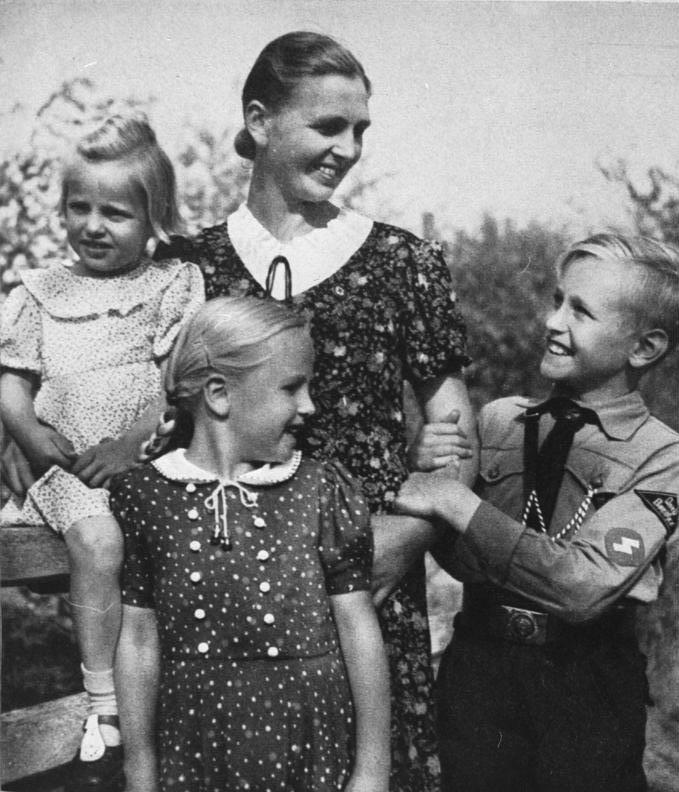
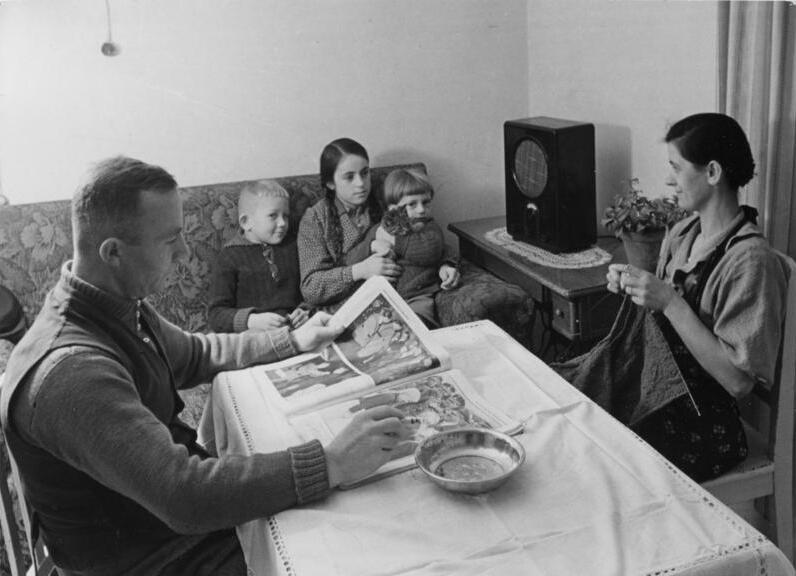

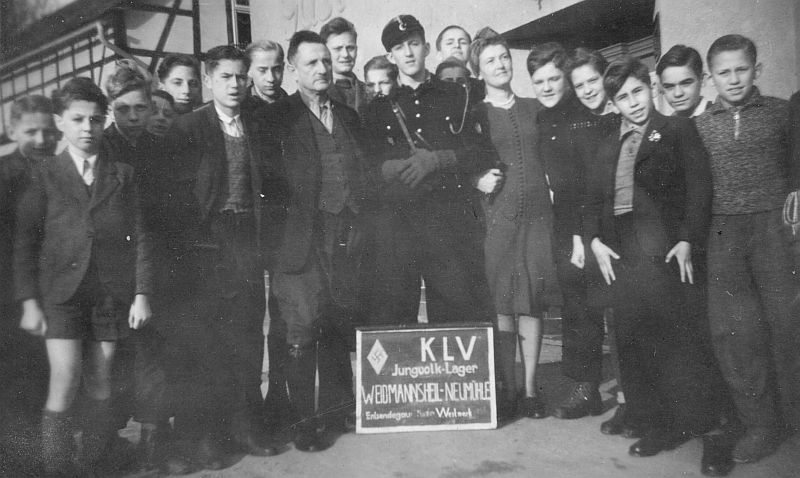
Equipe d'un camp KLV à Neumühle/Elster avec des enfants du Gau Westmark (image prise le 5 janvier 1945, peu de temps avant la dissolution du camp)
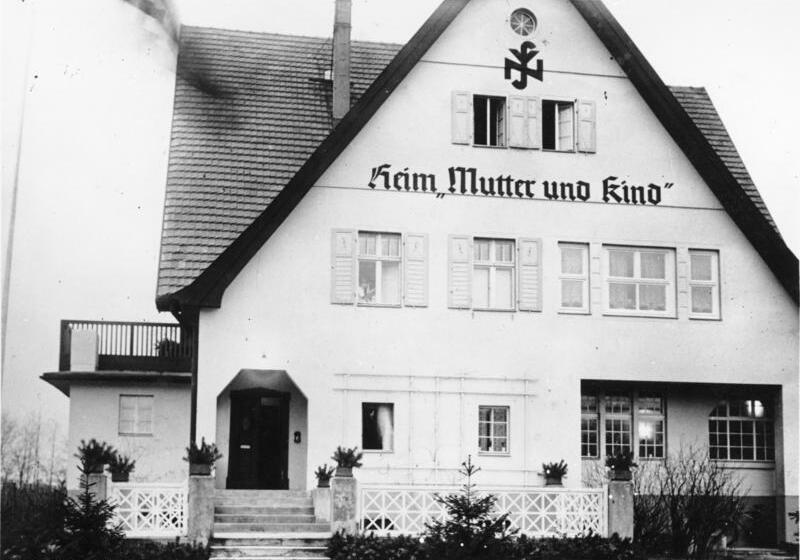

## Organisation
La responsabilité finale relève du Reichsdienststelle KLV placé sous la direction du Reichsjugendführer (de). Baldur von Schirach nomme Helmut Möckel, son adjoint et membre du Reichstag, au poste de Stabsführer  pour superviser les opérations au jour le jour. Comme cela a déjà été le cas avec la structure organisationnelle polycratique des institutions nationales socialistes, il existe un considérable chevauchement de responsabilités avec le NSV, le ministère de la science, de l'éducation et de la culture populaire du Reich et la Nationalsozialistischer Lehrerbund (« Ligue national-socialiste des enseignants »).

## Sélection des participants
Les enfants de « sang allemand » sont initialement acceptés à condition qu'ils ne souffrent pas de maladies infectieuses. Les enfants souffrant d'épilepsie et d'enurésie chronique sont par la suite refusés comme le sont les « jeunes antisociaux inadaptés ». Les enfants désignés par les lois de Nuremberg sont exclus. Les Mischling de second degré (enfants avec un grand-parent juif) sont exclus dans un premier temps mais cette exclusion est levée en novembre 1943.

## Logement

### Familles d'accueil
La plupart des mères de jeunes enfants sont logées dans des familles d'accueil. Celles-ci ont droit à certains jours fériés supplémentaires ainsi qu'à une augmentation des rations alimentaires. Des compensations financières sont fournies à partir de 1943.
Les enfants âgés de 6 à 10 ans sont généralement logés dans des familles d'accueil. La relocalisation, à l'origine prévue pour six mois, est généralement prolongée à plusieurs reprises. La famille d'accueil reçoit une carte de rationnement supplémentaire et une allocation de 2 Reichsmarks par jour. Les enfants hébergés dans des familles d'accueil fréquentent les écoles locales.
Des enfants sont également envoyés dans des familles d'accueil d'ethnie allemande ou pro-allemande au Danemark, en Lettonie, en Croatie, en Hongrie, en Bulgarie, en Slovaquie et en Pologne

### Familles
Un grand nombre d'enfants sont envoyés chez des parents dans des zones plus sûres. Ces dispositions sont prises en privé mais le NSV organise les transports par trains spéciaux. Rester avec la famille est une option que devient plus populaire plus tard pendant la guerre, en particulier pour ceux qui rejettent l'idéologie des camps KLV ou qui refusent par principe l'évacuation par l'État.

### Camps KLV

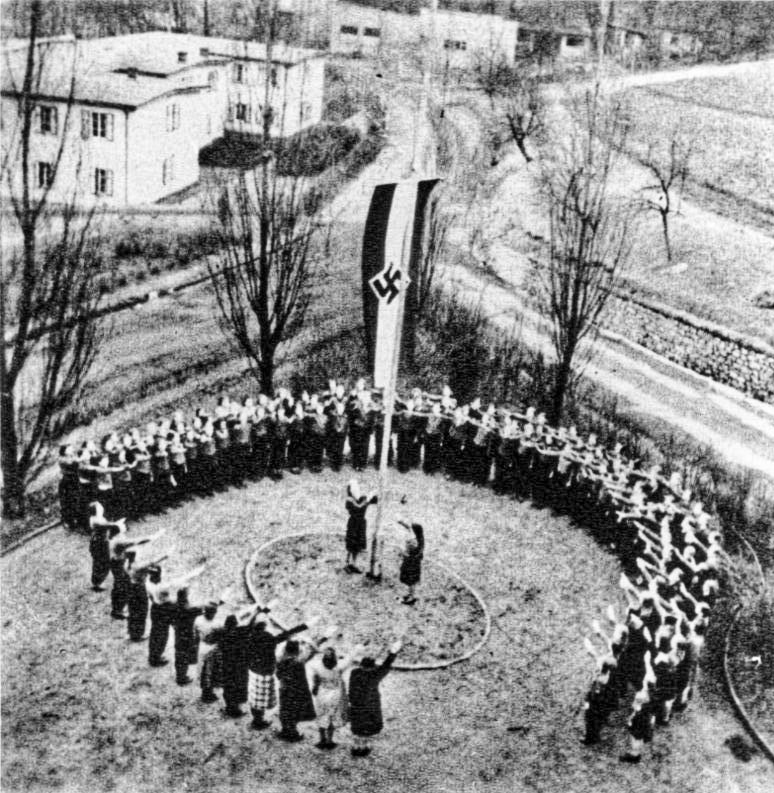
Levée de drapeau dans un camp KLV

Environ 9.000 camps KLV ont été créés dans des zones plus sûres du Reich, dont l'Autriche, les Sudètes, le Reichsgau Wartheland et le protectorat de Bohême-Moravie. Leur taille varie de 16 jusqu'à 1.200 enfants susceptibles d'être accueillis. Les camps sont établis dans des hôtels, des auberges, des monastères, des écoles éloignées et dans certains cas des entrepôts convertis. Les enfants sont regroupés par sexe et par âge et chaque groupe est placé sous la supervision d'un enseignant. Le directeur du camp est aussi un enseignant. Pour les activités de loisirs, les enfants sont répartis en groupes comptant jusqu'à 45 membres sous la direction d'un chef d'équipe des Jeunesses hitlériennes.
Le déroulement des journées est strictement réglementé par la Reichsdienststelle KLV qui publie un manuel d'instructions de 61 pages. Il est rédigé sur le même régime d'ordre, de discipline et d'obéissance qu'une formation militaire, utilise le jargon militaire et requiert que les enfants portent un uniforme KLV. Les enfants sont réveillés à 6 h 30 après quoi ils se lavent, nettoient leurs dortoirs et signalent d'éventuels problèmes de santé. Le petit déjeuner est pris après une cérémonie de lever du drapeau à 7 h 30. La formation scolaire est assurée de 8 h à 12 h. Une période de repos  de 1 heure est ménagée après le déjeuner, suivie par les activités des Jeunesses hitlériennes, l'apprentissage de compétences pratiques de plein air, des jeux de plein air, des sports et divertissements en soirée comme la musique et le visionnage des actualités cinématographiques. Les enfants sont normalement au lit à 21 h 00. Le culte du dimanche est permis mais les camps sont officiellement non-religieux et sont chargés en février 1941 de veiller à la « contre-propagande religieuse ». Quelques anciens enfants des KLV font état d'activités quotidiennes légèrement différentes. Les garçons plus âgés reçoivent également une formation pré-militaire comprenant la marche et l'apprentissage au tir.
En octobre 1940, Gottlob Berger convainc Hitler qu'un camp KLV dans chaque région des Jeunesses hitlériennes devrait être réservé à l'usage exclusif de la SS. En 1942, celle-ci dirige 42 des camps, ce qui requiert environ 500 membres du personnel SS, dont 135 sous-officiers avec une expérience au combat affectés en tant que formateurs. Environ 90.000 jeunes garçons passent par les camps mais en raison du système de quotas de recrutement, la plupart sont obligés de rejoindre l'armée quand ils atteignent l'âge requis. Cependant, dans un camp près de Linz, environ la moitié des garçons rejoignent la SS. Au cours de l'année 1942, le nombre de camps dirigés par la SS est considérablement réduit en raison des besoins de la SS pour du personnel prêt au combat. À la fin de l'année 1942 cependant, les Stabsführer Möckel et Berger persuadent Hitler et Himmler que des camps spéciaux devraient être utilisés spécifiquement pour la formation pré-militaire. Vers le milieu de 1943, trois camps KLV en Allemagne et quatre dans les pays occupés sont spécifiquement exploités de manière à former des jeunes Germains prêts à se joindre à la Waffen-SS.
En août 1944, Möckel suggère que 100.000 garçons des camps KLV devraient être formés en « groupes d'autodéfense » pour lutter contre les guérillas autour des camps. Les garçons de quelques camps KLV camps sont formés en unités irrégulières des jeunesses hitlériennes et équipés d'arme légères pour protéger les travailleurs sur le terrain contre les partisans. L'idée n'aboutit jamais et les garçons KLV de 15 à 17 ans font partie des 300.000 membres des Jeunesses hitlériennes réservés pour la troisième vague de la Volkssturm. Cependant, 400 garçons ont été formés pour faire partie de l'Operation Werwolf.
Jost Hermand, plus tard professeur de littérature allemande moderne et d'histoire culturelle allemande, a relaté des exercices paramilitaires proches de la torture, un entraînement constant, un endoctrinement intrusif permanent et des faits de brutalisation des faibles Alois Pappert décrit quant à lui « un viol politique, une espèce de lavage de cerveau ». Cependant, certains enfants qui ont vécu dans des camps KLV ont signalé peu d'endoctrinement politique et s'en souviennent comme d'une époque joyeuse et insouciante mais assombrie par le mal du pays.

## Résistance aux évacuations
Bien que les évacuations organisées par le KLV fournissent aux enfants une relative sécurité, en 1943 le KLV est de plus en plus impopulaire auprès des parents qui craignent (à juste titre) que la séparation durera des années et pressentent que les enfants leur deviendront étrangers. Après les raids dévastateurs sur Hambourg en octobre 1943, le SD constate que des 70,000 enfants d'âge scolaire encore présents, seuls 1 400 sont partants pour le KLV.
Il existe une opposition de certaines autorités religieuses au KLV, en particulier de Clemens August von Galen, évêque de Münster, qui écrit dans une lettre pastorale que les enfants restent dans les camps sans prise en charge ecclésiastique ni religieuse.

## Rapatriement
Les rapatriements vers la fin de la guerre sont souvent hâtifs et organisés sans préavis en face de l'avance des armées alliées ou dans certains cas, empêchés par les combats. Dans de nombreux cas des trains sont disponibles mais parfois les enfants doivent marcher vers d'autres camps. Certains camps sont fermés et les enfants cachés par les agriculteurs locaux et dans quelques cas, les enfants s'échappent et rentrent par leurs propres moyens chez leurs parents. Quelque 4,000 enfants sont rapatriés par les armées alliées au cours de la seconde moitié de l'année 1945, le reste l'étant au printemps 1946.

## Efficacité
De nombreux historiens considèrent le résultat du KLV comme étant largement positif, qui a sauvé de nombreux enfants des raids aériens et leur a fourni une relative sécurité, de la bonne nourriture et de l'éducation dans les moments difficiles, avec pour conséquence qu'ils ont été moins accablés par les expériences traumatisantes que ceux restés dans les villes pendant les bombardements massifs,,,.